# Vương Chí Dân
Vương Chí Dân (sinh tháng 4 năm 1957) là chính khách nước Cộng hòa Nhân dân Trung Hoa. Ông từng là Chủ nhiệm Văn phòng Liên lạc Chính phủ Nhân dân Trung ương tại Hồng Kông, Chủ nhiệm Văn phòng Liên lạc Chính phủ Nhân dân Trung ương tại Ma Cao.

## Tiểu sử
Vương Chí Dân sinh tháng 4 năm 1957, người huyện Tiên Du, tỉnh Phúc Kiến. Năm 1975, ông tham gia đội sản xuất ở nông thôn tại huyện Tương Lạc, tỉnh Phúc Kiến. Một năm sau, ông trở thành chiến sĩ, văn thư Quân khu Phúc Châu. Ông là sinh viên khoa lập bản đồ, Học viện Đo vẽ bản đồ Giải phóng quân Trịnh Châu từ năm 1978 đến năm 1982. Sau đó, ông làm giáo viên, thư ký Quân khu Phúc Châu. Từ năm 1985, ông công tác tại Văn phòng Tỉnh ủy Phúc Kiến.
Năm 1992, ông là Phó Trưởng phòng rồi Trưởng phòng Phân xã Hồng Kông của Tân Hoa xã. Năm 1994, ông được bổ nhiệm làm Phó Trưởng Ban Công tác Phụ nữ và Thanh niên Phân xã Hồng Kông của Tân Hoa xã.
Năm 1998, ông được bổ nhiệm làm Trợ lý Thị trưởng thành phố Hạ Môn, tỉnh Phúc Kiến. Năm 1999, ông được bổ nhiệm giữ chức Cục trưởng Cục Kiểm nghiệm, Kiểm dịch và xuất nhập cảnh tỉnh Phúc Kiến. Năm 2000 đến năm 2003, ông học tại Học viện Luật kinh tế, Đại học Sư phạm Phúc Kiến. Ông có học vị tiến sĩ kinh tế học.
Năm 2006, ông được bổ nhiệm làm Phó Tổng Thư ký Văn phòng Liên lạc Chính phủ Nhân dân Trung ương tại Hồng Kông. Năm 2008, ông kiêm nhiệm chức vụ Phó Chủ nhiệm Văn phòng Liên lạc Chính phủ Nhân dân Trung ương tại Hồng Kông. Năm 2009, ông thôi kiêm nhiệm chức vụ Phó Tổng Thư ký Văn phòng Liên lạc Chính phủ Nhân dân Trung ương tại Hồng Kông.
Tháng 4 năm 2015, ông được bổ nhiệm giữ chức Phó Chủ nhiệm Văn phòng Các vấn đề Hồng Kông và Ma Cao thuộc Quốc vụ viện. Tháng 7 năm 2016, ông được bổ nhiệm làm Chủ nhiệm Văn phòng Liên lạc Chính phủ Nhân dân Trung ương tại Ma Cao.
Tháng 9 năm 2017, Vương Chí Dân được bổ nhiệm giữ chức Chủ nhiệm Văn phòng Liên lạc Chính phủ Nhân dân Trung ương tại Hồng Kông, thay người tiền nhiệm là Trương Hiểu Minh.
Ông là Ủy viên Ban Chấp hành Trung ương Đảng Cộng sản Trung Quốc khóa XIX.